# Trilby (film fra 1908)
 For alternative betydninger, se Trilby (flertydig). (Se også artikler, som begynder med Trilby)
Trilby er en dansk stumfilm fra 1908 produceret af Nordisk Films Kompagni og instrueret af Viggo Larsen efter manuskript af Arnold Richard Nielsen.

## Medvirkende
- Viggo Larsen
- Robert Storm Petersen